# Typhlotanais parvus
Typhlotanais parvus är en kräftdjursart som beskrevs av Jürgen Sieg. Typhlotanais parvus ingår i släktet Typhlotanais och familjen Nototanaidae. Inga underarter finns listade i Catalogue of Life.